# 英皇聖誕文告
英皇聖誕文告是由英国君主在每年圣诞节對英联邦成员国文告，依據時任君主性別分別稱國王聖誕文告或女王聖誕文告。這個傳統由英王乔治五世於1932年以广播方式開創。而以電視方式發表聖誕文告是由英國女王伊丽莎白二世於1957年開始，现今文告渠道已扩展至广播、电视、互联网等方式。

## 廣播
英王聖誕文告主要是總結一年所發生的大事（特別是對英联邦成员国）並展望未來。
英王聖誕文告會在英国格林尼治標準時間下午3時以後播放，而在其它英联邦成员国，新西兰會在當地時間傍晚6時50分，澳大利亚會在當地時間傍晚7時20分，加拿大會在當地時間正午時分進行广播。